# Cap dels Plans
El Cap dels Plans és una muntanya de 1.384 metres que es troba al municipi de Capolat, a la comarca catalana del Berguedà.
Al cim s'hi pot trobar un vèrtex geodèsic (referència 278093001).